# Subaru World Rally Team
Das Subaru World Rally Team startete von 1989 bis 2008 in der Rallye-Weltmeisterschaft (WRC) als Werksteam von Subaru.

## Geschichte
Die WRC-Aktivitäten von Subaru gehen auf das Jahr 1980 zurück. 1989 übernahm die britische Firma Prodrive unter der Leitung von David Richards den Betrieb, und die Basis wurde von Japan nach Banbury, England, verlegt.  
Dreimal gewann das japanische Team die Hersteller-Weltmeisterschaft, in den Jahren 1995, 1996 und 1997. Im Jahr 1995 wurde Colin McRae mit dem Subaru Impreza Fahrer-Weltmeister, 2001 tat es ihm Richard Burns gleich und 2003 Petter Solberg. Insgesamt standen Subaru-Fahrer 47 Mal als Sieger zuoberst auf dem Siegerpodest. Wegen der schlechten Wirtschaftslage zog sich Subaru WRT am Ende der Saison 2008 aus der Rallye-Weltmeisterschaft zurück, auch blieben seit dem Jahr 2005 größere Erfolge aus.

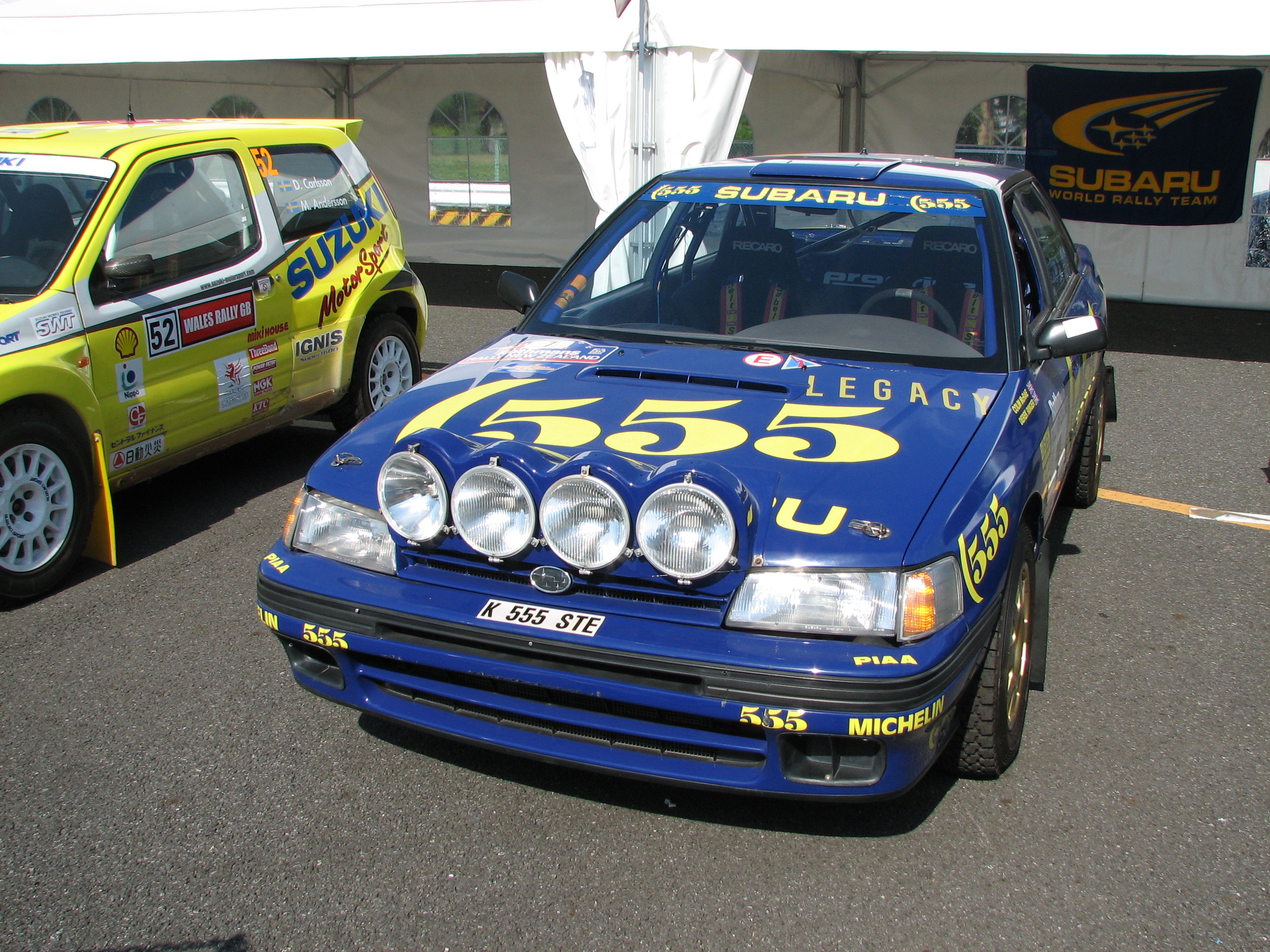
Der Legacy RS (1993)
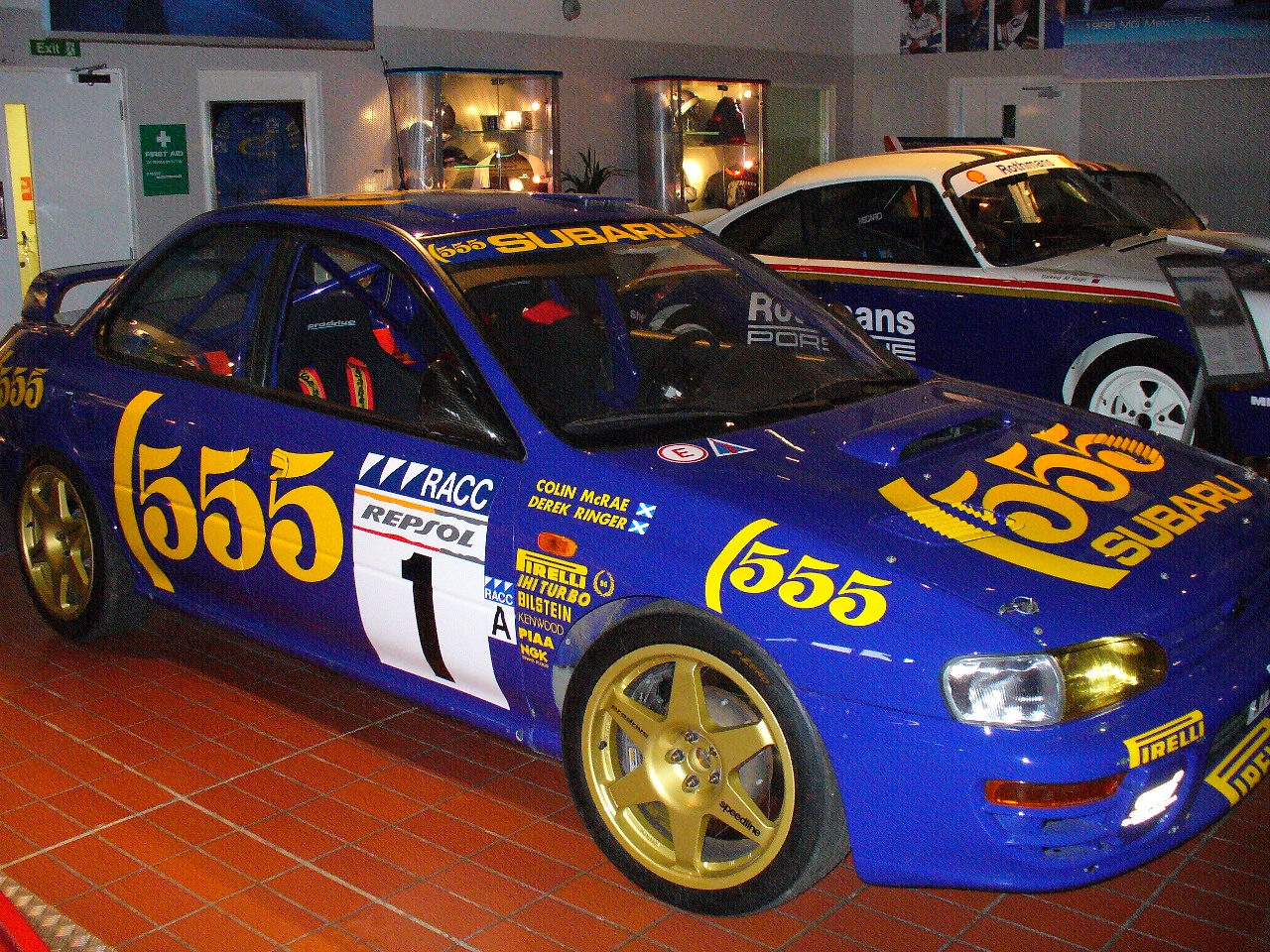
Colin McRae's Impreza (1996)
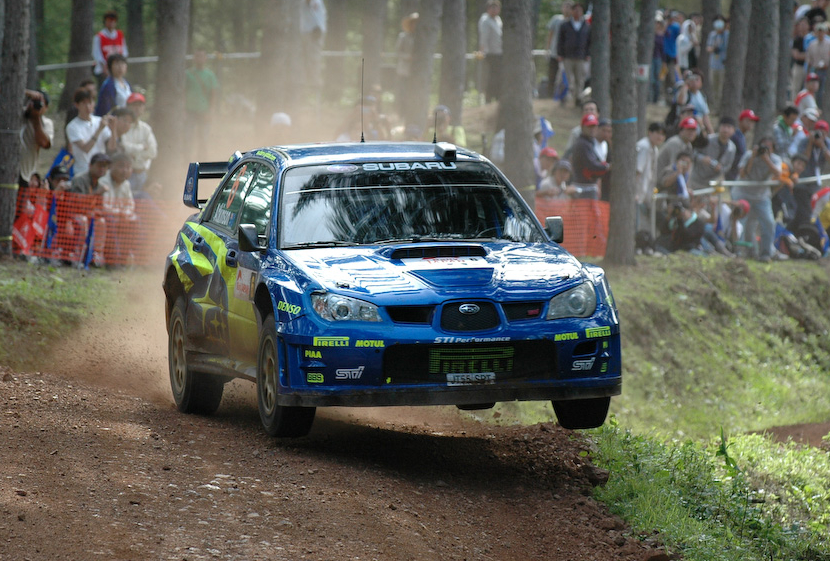
Impreza-Ausgabe 2006
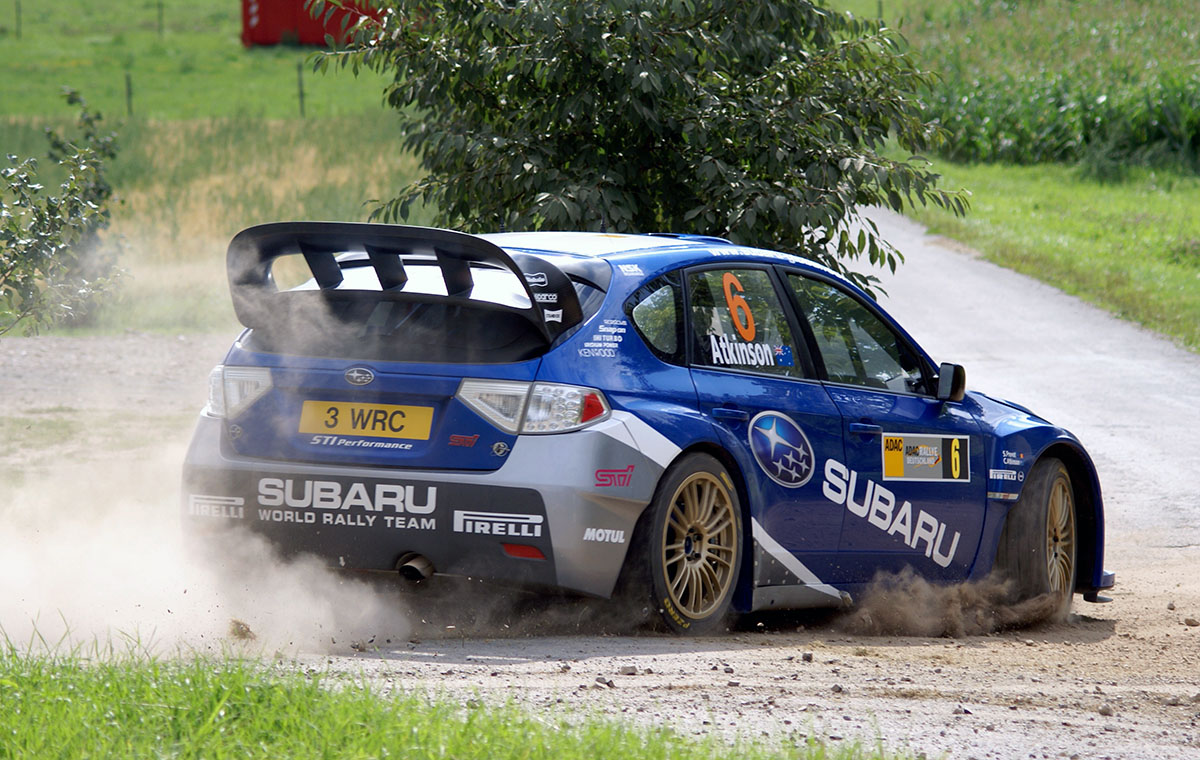
Die letzte Rallye-Ausführung (2008)

Der Rennwagen, der Subaru Impreza WRC, wurde von 1994 bis 2003 in einem unverwechselbaren Blau mit gelben Schriftzügen lackiert, das auf den Sponsorvertrag mit State Express 555, einer in Asien beliebten Zigarettenmarke des British American Tobacco Konzerns, zurückging. Die 555-Logos waren von 1993 bis 2003 auf Subaru-Autos zu finden, und wurden ab 1999 aufgrund der Beteiligung von BAT an der Formel 1 mit British American Racing durch ein stilisiertes Design ersetzt. 1993 wurde das Modell Legacy RS eingesetzt, danach bis 2008 der Impreza WRC in mehrfach modifizierter Form.